# Корчевніков Борис В'ячеславович
Борис В'ячеславович Корчевніков (рос. Бори́с Вячесла́вович Корче́вников; нар. 20 липня 1982, Москва, Російська РФСР) — російський пропагандист, актор, журналіст. Підтримує путінський режим та  війну Росії проти України.

## Життєпис
Закінчив Московський державний університет імені М. В. Ломоносова (факультет журналістики). Працював на каналі НТВ, знімався в серіалі «Кадети», був креативним продюсером каналу СТС, готував документальні проекти для НТВ, СТС, телеканалу «Росія» і «ТВ Центру».
Широкої популярності набув як ведучий ток-шоу «Прямий ефір», яке виходило на каналі «Росія 1» в прайм-тайм і супроводжувалося скандалами.
У травні 2017 року посів пост гендиректора російського пропагандистського православного телеканалу про РПЦ під назвою «Спас». Отримав благословіння агента КДБ, а нині патріарха Кирила. Також веде передачу «Доля людини» на каналі «Росія 1».
У жовтні 2019 року відвідав Київ і опублікував фотографію з фестивалю православного кіно «Покров», на якому отримав нагороду. Фестиваль «Покров» організував нардеп Андрій Деркач. Також Корчевніков виклав фото з Києво-Печерської лаври і монастирів РПЦвУ. Тоді в СБУ заявили, що «даних щодо здійснення Корчевніковим дій, які можуть завдати шкоди національній безпеці, не отримано».  Позафракційний народний депутат Андрій Деркач пояснював тоді, що запрошував його на свій фестиваль «Покров» виключно як церковного представника.
26 квітня 2019 СБУ закрила кримінальне провадження проти Корчевнікова.

## Санкції
За агресивну політику підтримання Росії, щодо вторгнення на територію України Корчевніков Борис В'ячеславович доданий до міжнародних санкційних списків.
15 січня 2023 року накладені обмежувальні санкції РНБО.
19 березня 2025 року слідчі СБУ заочно повідомили Корчевнікову про підозру за трьома статтями Кримінального кодексу України:
- посягання на територіальну цілісність і недоторканність України (ч. 2 ст. 110 ККУ);
- виправдовування, визнання правомірною, заперечення збройної агресії рф проти України, глорифікація її учасників, вчинене з використанням засобів масової інформації (ч. 3 ст. 436-2 ККУ);
- незаконне перетинання державного кордону України (ч. 2 ст. 332-2 ККУ).

## Телебачення
- Інше життя (2002)
- Кадети (2006—2007)